# Ерошин, Анатолий Емельянович
Анатолий Емельянович Ерошин (11 августа 1917 — 28 июля 1970) —  русский писатель и журналист, член Союза писателей, участник Советско-финской и Великой Отечественной войны. 

## Биография
Родился 11 августа 1917 года в Уфе.
В 1936 году окончил среднюю школу и поступил в Киевское артиллерийское училище.
Участвовал в Советско-финской войне и Великой Отечественной войне
Занимал должность начальника штаба артиллерии армии с военной службы до начальника разведки дивизиона ответственностью.
В 1948 году окончил артиллерийскую академию имени Дзержинского, где остался на преподавательской работе.
С 1954 года в должности заместителя начальника факультета.
С 1957 года ушёл в запас по состоянию здоровья.
Вернулся в Уфу, где работал журналистом.
Умер 28 июля 1970 года в Уфе.
Писал очерки и зарисовки об отдельных солдатах и офицерах.

## Книги
- Второе рождение: Очерки. — Уфа: Башкнигоиздат, 1963. — С. 132. (рус.)
- Крутые виражи: Очерки. — Уфа: Башкнигоиздат, 1965. — С. 132. (рус.)
- Солдаты славы: очерки о полных кавалерах ордена Славы. — Уфа: Башкнигоиздат, 1967. — С. 198. (рус.)
- Крутые виражи: очерки о спортсменах. — М.: Издательство ДОСААФ, 1968. — 61 с.:ил.страны.  (рус.)
- Радио Не славы: очерки о полных кавалерах ордена Славы. — М.: Издательство ДОСААФ, 1969. — С. 128. (рус.)
- В тот огневой июль: повести и рассказы. — Уфа: Башкнигоиздат, 1970. — С. 160. (рус.)
- В тот огневой июль: повести и рассказы. — Уфа: Башкнигоиздат, 1998. — С. 160. (рус.)

## Награды
- Два ордена Красного Знамени (12.04.1944)
- орден Отечественной войны II степени (29.03.1943)
- Два ордена Красной Звезды (1940, 1951)
- Медаль «За отвагу» (20.12.1941)
- Медаль «За оборону Сталинграда» (06.09.1943)
- Медаль «За победу над Германией в Великой Отечественной войне 1941-1945 гг.»  (22.06.1945)

## Ссылка
- Емельян Анатолий Ерошин // Башкирская энциклопедия —  Уфа: «Башкирская энциклопедия» научно-Издательский комплекс, 2013. Шаблон:БЭ2013